# Бекеш (жупанија)
Бекешка жупанија, (мађ. Békés megye) је једна од жупанија региона великих равница и северне мађарске у Мађарској, налази се у југоисточном делу регије велике јужне равнице.
Жупанију Бекеш своје границе дели са Румунијом и мађарским жупанијама Чонград, Јас-Нађкун-Солнок и Хајду-Бихар. Површина жупаније је 5.631,05 km², а седиште жупаније је град Бекешчаба.

### Положај жупаније
Жупанија Бекеш заузима југоисточни део Мађарске. Границе жупаније су:
- на северу: Хајду-Бихарска жупанија,
- на истоку и југу: Румунија,
- на југозападу: Чонградска жупанија и
- на северозападу: Јас-Нађкун-Солночка жупанија.

## Природне одлике
Рељеф: Жупанија Бекеш се налази у равничарском крају југоисточне Панонске низије и као таква има веома квалитетно обрадиво земљиште, погодно за пољопривреду. У жупанији уопште нема брда и планина.
Једна петина производње природног гаса произведеног у Мађарској потиче из Бекеша.
Клима на подручју жупаније је умерено континентална. Просечне годишње кишне падавине у овој области су 645 mm.
Воде: Најважнији водоток је река Кереш, а остали водотокови (Беркау, Сараз-ер, Хортобађ-Беркау) су мањег значаја.

## Историја
Подручје данашње Бекешке жупаније је на основу археолошких налаза било насељено 5000-4000. п. н. е. Пре доласка Мађара у ове крајеве 895. године, различити народи су живели у овим крајевима: Скити, Келти, Гепиди, Сармати, Хуни, Авари, Словени.
У средњем веку изграђена је тврђава у Ђули (почетком 15. века), а град Ђула је био један од најзначајнијих градова Мађарске у то време. За време владавине Матије Корвина, овај град је био и седиште тадашње жупаније. Током борби против Турака, тврђава је било важно упориште, али је ипак Турци освајају 1566. године. Тада је велики број околних насеља је био попаљен и уништен.
У раним годинама 18. века, када су Турци напустили ове крајеве, насеља су поново оживела, становништво је почело да попуњава празне просторе и то не само са становницима мађарске националности, већ и Словацима у градовима Бекешчаба, Ендред, Сарваш и Тоткомлош; са Немцима у Неметђули и Елеку; и са Румунима у Кетеђхази. Затечено српско становништво у Батањи је остало присутно. Већина становништва се асимирала до средине 19. века.
Важност пољопривреде је довела железницу у ове крајеве, веза је ишла од Бекешчабе до Пеште, а цео пројекат је завршен 1858. године. Ово подручје је доживело привредни процват након Првог светског рата, када је Мађарска, губитком угарских делова бивше Аустроугарске, припојених Румунији. Тада је Бекеш морао да преузме њихову улогу у привреди, а Бекешчаба да замени управне послове и управу бивших градова на истоку.
После 1950. године, захваљујући индустријализацији, број становника се попео до цифре од 472.000. (1980. година).

## Становништво
Бекешка жупанија, по попису из 2013. године, има укупно 359.153 становника. Ово је за 20% мање него пре 30 година, што ову Бекеш сврстава у жупаније у Мађарској са најлошијом демографском сликом.
Више од 60% становника жупаније живи у градовима. Поред тога, селау жупанији су релативно велика.
Етнички састав: Поред већинског мађарског становништва, у жупанији још живе:
- Словаци - 7.000,
- Цигани - 5.000,
- Румуни - 4.000,
- Немци - 1.500,
- Срби - 400.

## Управна подела
Округ Бекеш има 1 градски округ, 21 град, 8 великих села и 45 села.

### Срезови у Бекешкој жупанији
У Бекешкој жупанији постоји 9 срезова. То су:
1. Бекешчапски срез
2. Бекешки срез
3. Ђомаендредски срез
4. Ђулски срез
5. Мезековачхашки срез
6. Орошхашки срез
7. Сарвашки срез
8. Сегхаломски срез
9. Шаркадски срез

### Месна самоуправа
Срески градови: Једини град у овом звању и правима је седиште жупаније, град Бекешчаба (Békéscsaba).
Градови-општине су (у заградама су оригинална имена на мађарском језику):
| - Батања - Бекеш - Весте - Девавања - Ђомаендред - Ђула - Елек | - Керешладањ - Међешеђхаза , - Мезеберењ - Мезековачхаза - Мезехеђеш - Орошхаза - Сарваш | - Сегхалом - Тоткомлош - Ујкиђош , - Физешђармат - Чорваш - Шаркад |

### Села
| - Алмашкамараш , - Бекешсентандраш , - Бекешшамшон , - Белмеђер , - Бихаругра , - Буча , - Вегеђхаза , - Гадорош , - Герендаш , - Гест , - Добоз , - Домбеђхаз , - Домбиратош , - Ермењкут , - Ечегфалва , - Жадањ , - Камут , - Кардош , | - Кардошкут , - Кевермеш , - Касапер , - Керешнађхаршањ , - Керештарча , - Керешујфалу , - Кертессигет , - Кетеђан , - Кетеђхаза , - Кетшопроњ , - Кишдомбеђхаз , - Кондорош , - Кунагота , - Лекешхаза , - Мађарбанхеђеш , - Мађардомбеђхаз , - Међешбодзаш , - Мезеђан , | - Мехкерек , - Муроњ , - Нађбанхеђеш , - Нађкамараш , - Нађсенаш , - Окањ , - Пустаотлака , - Пустафелдвар , - Сабадкиђош , - Тархош , - Телекгерендаш , - Ујсалонта , - Хуња , - Чабасабади , - Чабачид , - Чанадапаца , - Чардасалаш , - Шаркадкерестур . |

 означене општине су „велика“ села.